# Opurehu (rivière)

La rivière Opurehu  (en anglais : Opurehu River) est un cours d’eau  de la région du Northland de l’Île du Nord de la Nouvelle-Zélande.

## Géographie
Elle s’écoule vers le sud à partir de l’extrémité est de la chaîne de Maungataniwha pour atteindre la rivière  Mangamuka au niveau du petit village de Mangamuka .